# Sihltal Zürich Uetliberg Bahn
La Sihltal Zürich Uetliberg Bahn (SZU) est une entreprise ferroviaire suisse reliant d'une part la ville de Zurich à la montagne de l'Uetliberg et d'autre part à Sihlwald-Sihlbrugg. Le réseau est à voie normale (1 435 mm). Les actionnaires de la compagnie sont la ville de Zurich (32,6 %), les communes de la région (6,8 %), le canton de Zurich (23,8 %) et la Confédération suisse (27,8 %).
En 12 novembre 2021, la compagnie annonce la modernisation et la standardisation de son réseau.

## Historique
La compagnie actuelle est née de la fusion en 1973 de l'ancien Chemin de fer de l'Uetliberg et du Chemin de fer de la vallée de la Sihl (Sihltal).

### Chemin de fer de l'Uetliberg

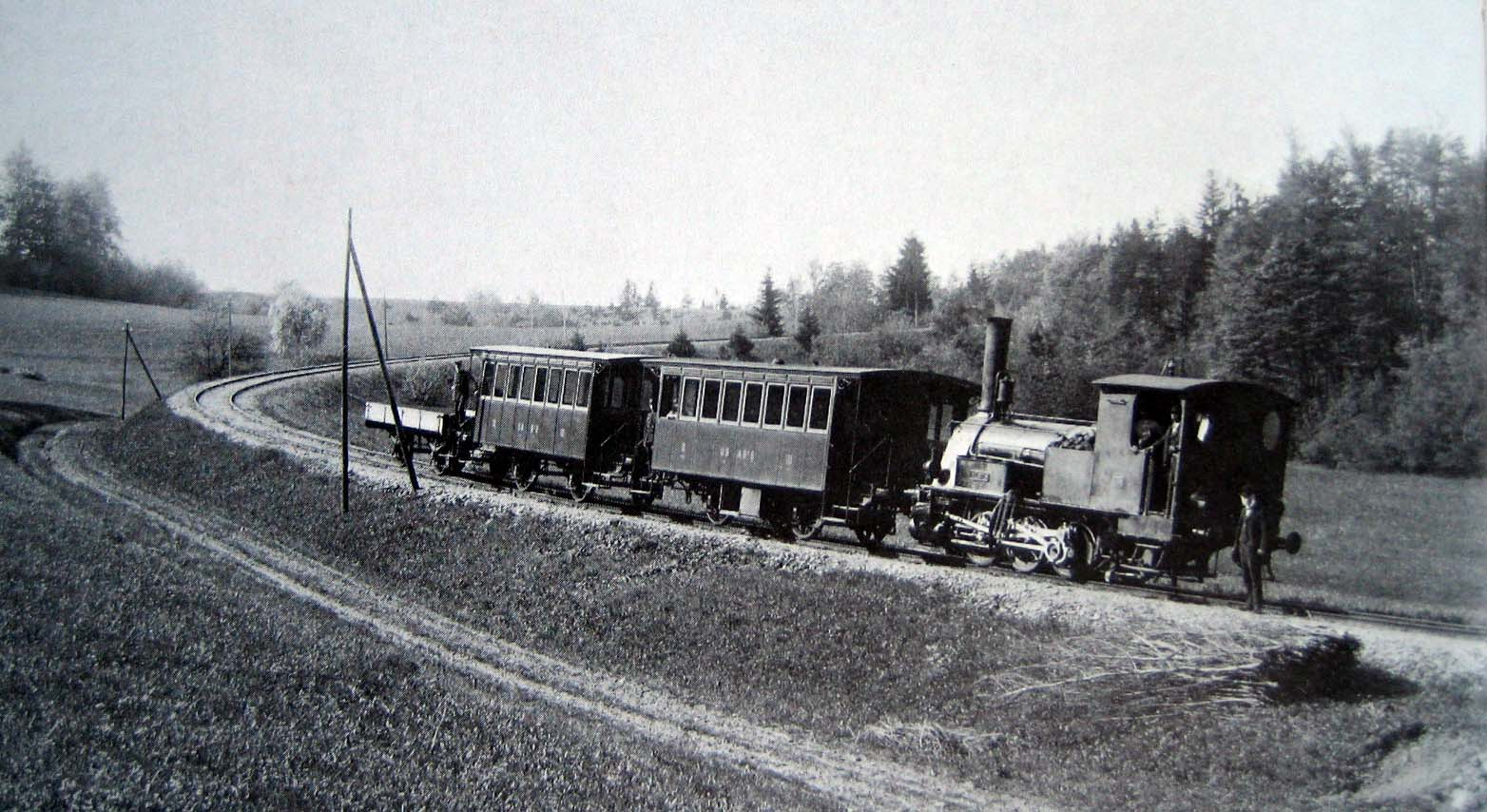
Une ancienne composition vers l'Uetliberg

La compagnie a commencé son activité le 10 mai 1875 pour les touristes. Lors de l'établissement des projets de cette ligne, la législation ferroviaire fédérale n'autorisait pas encore les chemins de fer à voie étroite. Elle fut donc construite à voie normale malgré des rampes de 70 pour mille, la plus raide d’Europe pour ce type d'adhésion à voie normale. Après la guerre, l'exploitation fut interrompue de 1920 à 1922 et une nouvelle société reprit la ligne et l'électrifia. Elle se mua progressivement en chemin de fer de banlieue de la ville de Zurich. Elle fait maintenant partie du réseau S-Bahn de Zurich (S10).
L'électrification en courant continu de 1 200 V est effective dès 1923. Dès 2023, la ligne sera convertie en 15 kV, 16.7 Hz. Les travaux débuteront en 2022. Le tronçon Binz - Borrweg sera mis en double voie d'ici à 2028.

### Chemin de fer de la vallée de laSihl
Le Chemin de fer de la vallée de Sihl fut conçu comme ligne de transit entre les villes de Zurich et de Lucerne en passant par Affoltern am Albis. Cependant la construction de la ligne Thalwil- Zoug condamna ce projet et les promoteurs se bornèrent à construire un chemin de fer local de Zurich-Selnau à la région du Sihlwald. Elle fut ouverte le 3 avril 1892. Le 1er juin 1897, l'exploitation fut prolongée jusqu'à Sihlbrugg. La ligne fut électrifiée le 3 juin 1924. Actuellement cette ligne fait partie du réseau S-Bahn de Zurich (S4).
Le 9 décembre 2006 fut le dernier jour pour la circulation des trains sur le tronçon terminal Sihlwald - Sihlbrugg.
De 2022 à 2026, les travaux de mise à double voie du tronçon Brunau-Hocklerbrucke - Leimbach Sud seront également effectués.

## Matériel roulant
Le 15 juin 2023, la compagnie lance un appel d'offres pour 17 automotrices à un étage d'une longueur de 62 à 64 mètres, pour remplacer les huit précédentes compositions réversibles, à deux étages, utilisées sur la ligne S4 du S-bahn et remorquées par des locomotives Re 456 ou Re 450. En plus, la compagnie utilise également 11 automotrices électriques bicourants, 1200 volts CC - 15 kV, 16.7 Hz de type Be 556 à trois caisses, six construites en 2013 (N° 511 à 516) et cinq livrées en 2022 (N°521 à 528),.
En septembre 2024, la compagnie du Sihltal Zürich Uetliberg Bahn a commandé à Stadler Rail, 17 FLIRT pour remplacer les huit trains à deux étages, pour une somme de 160 milliuons de francs suisses. Ils doivent être en circulation dès l'été 2028 et une option a été signée pour des dix trains supplémentaires.